# Zweigkanal Magdeburg
Der Zweigkanal Magdeburg ist eine zu den Magdeburger Häfen gehörende und in der Nähe des Wasserstraßenkreuzes Magdeburg befindliche Wasserstraße.
Der 2,5 km lange Kanal führt vom Abstiegskanal Rothensee nach Süden, vorbei an den Hafenbecken 1 und 2 zum Industriehafen Magdeburg, von wo eine Verbindung zur Elbe besteht. Der Zweigkanal verläuft dabei parallel zum Abstiegskanal Rothensee und zur Elbe. Am östlichen Ufer des Kanals liegt die Steinkopfinsel.
Der Kanals wurde 1929 gebaut und diente der Erschließung der neu angelegten Häfen Trennungsdamm, Großgaserei und der Hafenbecken 1 und 2.